# Géfyra Isthmoú
Géfyra Isthmoú (Gefyra Isthmou) är en ort i Grekland.   Den ligger i prefekturen Nomós Korinthías och regionen Peloponnesos, i den sydöstra delen av landet, 60 km väster om huvudstaden Aten. Géfyra Isthmoú ligger 114 meter över havet och antalet invånare är 358.
Terrängen runt Géfyra Isthmoú är varierad.  Närmaste större samhälle är Korinth, 4,7 km väster om Géfyra Isthmoú. 